# Сулимов, Даниил Егорович

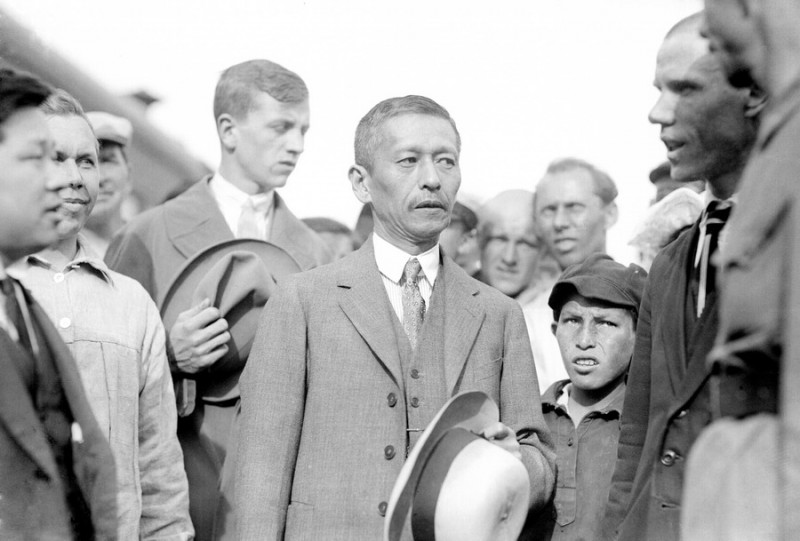
1-й секретарь Уральского обкома ВКП(б) Д. Е. Сулимов (справа) встречает на вокзале в Свердловске посла Японии в СССР Токити Танаку (в центре). 1926 или 1927 год

Дании́л Его́рович Сули́мов (21 декабря 1890 года (2 января 1891 года), пос. Миньярского металлургического завода, Оренбургская губерния, Российская империя — 27 ноября 1937 года, Москва, РСФСР) — советский государственный и партийный деятель. Председатель Совета народных комиссаров РСФСР (1930—1937).

## Биография
Родился в многодетной (три брата и четыре сестры) семье рабочего-прокатчика в посёлке Миньярского металлургического завода (теперь — город Миньяр Челябинской области). В 1905 году начал трудовую деятельность в качестве рабочего. В том же году вступил в РСДРП(б), в 1907 году стал членом Миньярского комитета РСДРП(б). Неоднократно подвергался арестам. Во время Первой мировой войны в 1915 году был мобилизован в армию, где проводил революционную агитацию среди солдат в городах Уфе и Глазове.
После Февральской революции 1917 года и Октябрьской революции на руководящей советской, хозяйственной и партийной работе. В мае 1918 г. был избран
членом Президиума областного Правления заводов Урала, в ноябре-декабре 1918 года — председатель исполнительного комитета Пермского городского Совета. В 1918—1919 годах — член коллегии Горно-металлургического отдела ВСНХ РСФСР.
В 1919 году — член Самарского совнархоза, заместитель начальника политотдела 5-й армии, в сентябре-октябре — председатель Челябинского губернского организационного бюро РКП(б), затем — председатель Челябинского губернского совнархоза.
В 1919—1920 годах — председатель Челябинского губернского комитета РКП(б). В 1920—1922 годах — председатель Правления заводов Южного Урала, председатель Уральского промышленного бюро, член Уральского бюро ВЦСПС, член Уральского бюро ЦК РКП(б), председатель Уральского экономического совещания.
В 1923—1926 годах — председатель Уральского облисполкома, в 1926—1927 годах — первый секретарь Уральского областного комитета ВКП(б).
В 1927—1930 годах — первый заместитель народного комиссара путей сообщения СССР. В 1927 году Д. Е. Сулимов был отозван на работу в Москву и назначен заместителем народного комиссара путей сообщения СССР.
В 1930—1937 годах — председатель СНК РСФСР.
Член ЦК ВКП(б) (1923—1937). Кандидат в члены ЦК РКП(б) (1921—1923). Член Оргбюро ЦК ВКП(б) (1927—июнь 1930).

## Арест и казнь
На Июньском пленуме ЦК ВКП(б) (23—29 июня 1937 года) Вячеслав Молотов обвинил Д. Сулимова в политической нелояльности и имеющихся на его счёт подозрениях в связях с разоблачёнными «врагами народа». Ранее, 21 мая 1937 года, по обвинению в «пантюркизме» был арестован заместитель Сулимова — Турар Рыскулов. В августе того же года (30.08.37 г.) был арестован секретарь Д. Сулимова Борис Александрович Иванов, его официальная должность — зав. секретариатом председателя СНК РСФСР.
Постановлением пленума Д. Сулимов был выведен из состава членов ЦК ВКП(б).
Арестован 27 июня 1937 года при исполнении обязанностей — во время работы Июньского пленума ЦК ВКП(б). 1 августа 1937 года был исключён из состава ВЦИК. Обвинён во «вредительстве в народном хозяйстве, шпионаже и в участии в антисоветской террористической организации правых». Имя Д. Сулимова было включено в сталинский расстрельный список, датированный 1 ноября 1937 года (№ 21 в списке из 45 человек, под грифом «Бывшие члены и кандидаты ЦК ВКП(б)») и подписан И. В. Сталиным. 27 ноября 1937 года приговор был вынесен Военной коллегией Верховного суда СССР. Расстрелян в тот же день.

Место захоронения: Москва, Донское кладбище, могила № 1.
17 марта 1956 года был посмертно реабилитирован определением Военной коллегии Верховного суда СССР.

## Семья
Жена — Сулимова (Богораз) Елена Николаевна 1894 года рождения. Окончила женскую гимназию и курсы при Медико-хирургической академии в Петрограде. В Москве работала начальником санитарного управления Московской окружной железной дороги. Арестована в ноябре 1937 года, осуждена по обвинению в контрреволюционной деятельности на 25 лет, сослана в Магадан. Работала в лагерях 19 лет. Реабилитирована в 1956 году, умерла в Москве в 1978 году в возрасте 84 лет.

Сын Владимир (1924 года, Москва — погиб 09.03.1943 года, Смоленская обл.). Два года находился в детской колонии, как сын врага народа, затем жил у сестры Д. Е. Сулимова — Анны Егоровны в Москве. В 1942 году, когда Владимиру исполнилось 18 лет, ушел добровольцем в Красную Армию. Сержант, командир отделения 965 СП, погиб под Смоленском.

### Адреса в Москве
В 1931—1937 годах проживал с семьёй по адресу: Москва, Новинский бульвар, д. 31, корп. 1, кв. 45 Дом Наркомфина.

## Память
- В 1934—1937 гг. город Черкесск носил название Сулимов[6].
- Именем Сулимова названы улицы в Екатеринбурге и Челябинске, Миньяре, Глазове.
- В городе Миньяр по адресу ул. Горького, 99, на жилом доме установлена мемориальная доска.
- В 2022 году на Донском кладбище установлена мемориальная табличка на расстрельной могиле №1